# 東マショナランド州
東マショナランド州（ひがしマショナランドしゅう、Mashonaland East Province）は、ジンバブエの州。ジンバブエ北東部に位置し、東をモザンビークと接する。面積32,230km²、人口110万人（2002年）。州都はマロンデラ。

## 住民
州名のとおり、ショナ人が住民の多数を占める。

## 下位行政区画
東マショナランド州は、マロンデラ、チコンバ、ゴロモンジ、ムジ、ムレワ、ムトコ、セケ、ウェザの8地方からなる。